# 不動明王伝
『不動明王伝』（ふどうみょうおうでん）は、1988年にタイトーが発売したファミリーコンピュータ用アクションゲーム。同社のゲーム『影の伝説』（1985年）のシステムを踏襲しつつ、アイテムの選択・使用や手裏剣・刀の成長、パスワード制の導入など様々な要素が盛り込まれている。ファミコンで初の3メガビットROMを採用したソフトでもあり、本作の発売時の広報展開ではその辺りが強調されていた。北米版のタイトルは『Demon Sword』。

## ゲーム内容

### システム
サイドビュー方式のアクションゲーム。8方向レバー、2ボタン（刀、手裏剣）を使用し、主人公のアシュラナータを操り天下支配をたくらむ黒翁（くろおきな）にさらわれた巫女の「小夜」を救出することが目的。主人公のアシュラナータは七支刀と飛び道具の2種類の武器、さらに巻物や呪術を使うことができる。ライフ制は無く（海外版はあり）、一度敵の攻撃を受けるとミスとなる。

### 武器、アイテム
武器
- 七支刀 - Aボタンで使用する近接攻撃用の武器。ゲーム開始時は刀身が短いが、各ブロックのボスを倒すごとに刀身を伸ばすことができる。敵の飛び道具を弾くことも可能。
- セレクトアイテム - Bボタンで使用する遠距離攻撃用の武器。各ステージのボスを倒すごとに新しい種類を入手することができる。全10種類（国内版）。

セレクトアイテム
- 白玉 - ゲーム開始時に持っているアイテム。射程が短く、威力も低い。
- 赤玉 - 白玉の強化版。射程が伸び、敵にヒットした後も貫通する。
- 数珠 - ゾンビ系の敵に3倍の威力を与える。属性系のアイテムの射程は白玉と同程度。
- 雪玉 - 火炎系の敵に3倍の威力を与える。
- 火炎弾 - 氷系の敵に3倍の威力を与える。
- 雷電 - 破軍城にいる人間系の敵に3倍の威力を与える。
- 光玉 - 鍾乳洞にいる敵に3倍の威力を与える。
- 空気弾 - 底なし沼にいる敵に3倍の威力を与える。
- 念動波1 - 赤玉の強化版。画面端まで届く上に連射も利くので、かなり使い勝手が良い。
- 念動波2 - 別名、大念動波。連射は利かないが、セレクトアイテム最強の武器。射程、威力ともに申し分無し。
- 手裏剣 - 海外版のみ登場。初期は白玉と同じが、7段階まで強化でき、2段目で射程が無限に伸び、最大強化すると念動波2になる。

自動アイテム
雑魚敵を倒すと現れる小さな四角いアイテム。必要に応じて自動的に使われる。全5種類（国内版）/4種類（海外版）。
- 身代わりの術 - 持っている数だけミスを引き受けてくれる。敵の攻撃が激しく、一撃死であるこのゲームでは最も重要なアイテムと言える。ただし、穴などの落ちたらミスとなる場所では効果がない。
- 黄金の孔雀 - 落ちるとミスになる場所から引き上げてくれる。引き上げた後は一定時間自由に飛び回ることができる。海外版では鳳凰に変更。
- 般若門の鍵 - 各ステージに設置してある般若門に入るために必要なアイテム。海外版ではデザインが違う。
- たいまつ - 般若門から地獄界へ入ってしまった場合、地獄界の中を明るくしてくれるアイテム。
- 御札 - かまいたちなどの見えづらい敵キャラを触れた時点で倒してくれるアイテム。
- 赤玉 - 海外版では、体力が尽きる時に使用。1個につき1メモリ分回復し、可能の限り最大まで回復する。
- 黒玉 - 体力が尽きる時に使用。1個につき最大体力を1メモリ分伸び、最大8メモリ分まで。

即効アイテム
雑魚敵を倒すと現れる赤い巻物。入手した時点で一定時間効果が続く。効果が続いている間はBGMが変わるものがいくつか存在する。全10種類（国内版）/5種類（海外版）。
- 阿修羅の術 - セレクトアイテムを8方向に飛ばすことができる。一度に同時発射できるのは4方向。海外版ではデザインが違い、4方向に固定。
- 飛翔脚 - 走る速度とジャンプ力がアップする。効果はステージをクリアするまで。海外版ではデザインが違う。
- 龍神変化 - 赤い龍に変身し、空を自由に飛びまわることができる。敵に触れるだけでダメージを与え、変身中は無敵。
- 風車斬り - Aボタンを押しっぱなしにすると七支刀を振り続けることができる。
- チビ影分身 - 小さなアシュラナータが4人に分身する。ダメージを受けるごとに一人減り、3人やられると解除される。効果が続いている間、セレクトアイテムや単発アイテムは使用不能。
- 隼丸 - 隼の隼丸を呼び出し、頭上をカバーしてくれる。
- 分身の術 - アシュラナータを2人に分身することができる術。効果が続いている間は無敵。
- 影分身 - 無敵状態となり、影を残しながら動くことができる。セレクトアイテムは同時に3発発射可能。海外版ではデザインが違う。
- 黄金仏 - こちらは巻物ではなく仏像。スコアが1000点加算される。
- 浮遊仏 - こちらも仏像。残機1UPの効果がある。入手方法は天国界に入り、菩薩像がアイテムを持っていない場合、入り口の上に登り壁に向かって5回刀を振る。ただし、出現しないこともある。このアイテムのみ、海外版でもそのまま出現。
- 手裏剣 - 海外版のみ、STAGE1-1以外の各ステージに1個ずつ出現。手持ちのものを最大7段階まで強化する。STAGE4で入手するには強敵「アシュラ」を2回倒す必要がある。

単発アイテム
般若門に入り、天国界か地獄界で入手することができるアイテム。セレクトボタンで使用ができる。攻撃、補助系に分かれている。全10種類。
- 飛翔の術 - 一定時間空を飛び回ることができる。飛行中は無敵ではない。アイコンは翼。
- 風神の術 - 竜巻を起こし、画面の左側から右側へ抜けていく。上下全てをカバーし、雑魚敵をなぎ倒すことができる。アイコンは竜巻。
- 念縛の術 - 画面内全ての敵の動きを一定時間止めておくことができる術。ボスにも有効。アイコンは鎖。
- 脱却の術 - 般若門に入ってから脱出する事ができる術。天国、地獄両方で使用可能。アイコンは四角い扉。
- 止観の術 - 点滅して見えづらい敵の姿をはっきりと見えるようにしてくれる術。アイコンは目玉。
- 排魔の術 - 一定時間雑魚敵を画面内に出現させない術。アイコンは御幣。
- 連爆凶術（れんばくきょうじゅつ） - 自らの体をバラバラに飛散させ、画面内全体の敵に大ダメージを与える術。使用すると残機が1つ減ってしまい、残機0の状態で使用すると発動後即ゲームオーバーになってしまう。アイコンはドクロ。

下記の3種類は、海外版でも登場。
- 護神火の術 - 体に火の玉をまとわせる術。近寄る雑魚を倒してくれるが、飛び道具は防げないうえ、効果が切れるまで他の単発アイテムを使えないという弱点がある。アイコンは炎。
- 雷神の術 - 画面内全ての敵にダメージを与えることができる術。アイコンは雷。
- 極光（きょっこう）の術 - アシュラナータとほぼ同じくらいの高さの光線を前方に発射する術。アイコンは二つの半月状の波動。

### コンティニュー
- スタート画面でセレクトすることによりコンティニュー画面を呼び出すことが可能。
- ゲーム終了時に出てきたコマンドを入力することにより、終了した画面からスタートとなる。ステージ1-2からコンティニューが可能。

- 入力時には正確にアルファベットや記号をカーソルを使って選び入力。
- 入力後にカーソルを「はじめる」に合わせスタートボタンでゲームスタートすることが可能。
- また電源がONの状態であれば、そのままスタートすれば終了した画面からスタートすることが可能。

- 注意事項としては、電源ONの時のコマンド表示の時、YESかNOのカーソルでNOでスタートすると今までのデータが消えてしまう為、コンティニューのコマンドは正確にメモしておかなければならない。

## ステージ構成
1ステージ4面構成、ただし4ステージのみ1面構成のため、合計13面（海外版は1～3ステージ2面構成、合計7面）。1～3ステージの最後には黒翁の配下で十二神邪鬼と呼ばれるボスが待ち構えている。4ステージでは黒翁と対決する。
| 国内版のステージ | 海外版のステージ | ステージ名   | ボス（国内版）     | ボス（海外版） | 戦う場所                                              |
| ---------------- | ---------------- | ------------ | ------------------ | -------------- | ----------------------------------------------------- |
| STAGE1-1         | STAGE1-1         | 竹やぶ       | 般若               | 般若           | 松のご神木                                            |
| STAGE1-2         | STAGE1-2         | 比叡山杉林   | 比叡山僧兵         | 天狗           | 岩場                                                  |
| STAGE1-3         | STAGE2-1         | 墓地         | 仁王               | 妖魔大僧正     | 凶王寺院・門前                                        |
| STAGE1-4         |                  | 凶王寺院     | 妖魔大僧正         |                | 本堂大仏殿                                            |
| STAGE2-1         | STAGE2-2         | 火炎山       | 火具土（かぐづち） | 鬼             | 邪宴舞台                                              |
| STAGE2-2         |                  | 鍾乳洞       | 鬼                 |                | 地底湖                                                |
| STAGE2-3         |                  | 氷結山       | 雪女               |                | 氷の大鳥居                                            |
| STAGE2-4         |                  | 天狗塔       | 天狗               |                | 塔頂上の相輪                                          |
| STAGE3-1         |                  | 底なし沼     | 武蔵               |                | 沼地                                                  |
| STAGE3-2         | STAGE3-1         | 破軍城・石垣 | 武士               | 死人天狗       | 平石を模した巨大ドクロ                                |
| STAGE3-3         |                  | 破軍城・城郭 | 妖魔大将軍         |                | 破軍城・城門                                          |
| STAGE3-4         | STAGE3-2         | 破軍城・城内 | 紅姥（べにうば）   | 紅姥           | 破軍城・天守閣                                        |
| STAGE4           | STAGE4           | 黄泉の国     | 黒翁               | 黒翁           | 竜骨の床、目玉だらけの柱、 巨大ドクロで構成された祭壇 |

般若門・地獄界で登場する敵（国内版のSTAGE4ではどちらかの敵がランダムで登場）
| STAGE1 | STAGE2 | STAGE3                        | STAGE4                          |
| ------ | ------ | ----------------------------- | ------------------------------- |
| 熊彦   | 雲水   | 鬼士（国内版） 武蔵（海外版） | 死人天狗（国内版のみ） アシュラ |

## 登場キャラクター

### 主要キャラクター
アシュラナータ
主人公。不動明王の血を引く比叡山の密僧。七支刀、手裏剣などの武器を使いこなし、疾風の如く駆け、空高く飛び上がる身体能力を持つ。
小夜
ヒロイン。訶梨帝女の血を引く巫女。同社のアクションゲーム『奇々怪界』からのゲスト出演。
黒翁
本作の最終ボス。能の翁のような出で立ちをしている。立ちはだかる者を全て消し去ることができる「三宝荒神（）」復活のため、それに必要な宝珠と小夜を狙う。十二神邪鬼を従え、ステージ4（最終面）の黄泉の国でアシュラナータを待ち受ける。

### 敵キャラクター
ドクロ
ほぼ全てのステージに登場する骸骨の敵。黒い服と赤い服の二種類がおり、刀を振り回し、白玉と同じような飛び道具を発射してくる。
ドクロ忍犬
一定の場所でうろうろしていると画面いっぱいに現れる骨の犬。倒してもアイテムは出さない。
土鬼
土の中から現れ、捕まれると一定時間身動きが取れなくなる。攻撃すると振りほどくことができる。
死人返り（しびとがえり）
刀を振りながらゆっくりと近づいてくる敵。一度死んでいるためか、七支刀では倒すことができない。数珠が非常に有効。
せむし男
ピョンピョンと跳ねながら近づき、短剣を投げつけてくる。
トウロウ鬼
洞窟の中などを高速で飛び回る飛行系の敵。鎌で斬りつけてくるため触れるだけでほぼ確実にミスになる。
マユラ
氷結山に登場する女性型の敵。手に持った刀の他に目からビームを発射してくる。
アラハン
主に飛び蹴りで攻撃してくる修行僧系の敵。七支刀では2回斬らないと倒せない。
やじたろう
弓矢で攻撃してくる侍系の敵。放つ矢は刀で叩き落すことができる。
侍
名前の通り青い着物を着た侍。侍だけに刀を振り回してくる。
見えづらい敵
カマイタチ、餓鬼、魍魎鬼（もうりょうき）の3種類が存在する。点滅しながらアシュラナータに近づいてくる。見えづらい状態でも刀や飛び道具で倒すことは可能。
ハゲタカ
イベント上でのみ登場する敵。ドクロの頭をした鳥で、見つけ出した宝珠を持ち去ってしまう。

### 地獄界の敵キャラクター
般若門に入り、地獄界に来てしまった場合は以下の敵が登場する。倒すことで単発アイテムのいずれかを1つ入手できる。
熊彦（くまひこ）
斧を振り回す大男。序盤に登場し、セレクトアイテムが通用しない。
雲水
棍棒を振り回す敵。近づかなければ脅威は無い。
鬼士（きし）
リーチの長い刀を使う鬼の角が生えた剣士。攻撃を与えつづけると骸骨に姿が変わる。
死人天狗（しびとてんぐ）
ボスの天狗と同様に独楽を投げて攻撃をしてくる。体の色が全体的に青い。
アシュラ
地獄界の敵の中では最も強い。攻撃は頭部しか当たらず、吐き出す炎は刀で弾くことができない。

### 十二神邪鬼
各ステージ最後に登場するボスキャラクター。近接攻撃ではこちらが打ち負ける事が多い。
般若
ステージ1-1竹藪にある巨大な松の御神木で戦うことになるボス。攻撃パターンは刀を振り回す単純攻撃のみ。
比叡山僧兵
ステージ1-2比叡山杉林に登場するボス。分銅の付いた棍棒を武器にリーチのある攻撃をしてくる。
仁王
ステージ1-3墓地の中にある凶王寺院の門の前に現れる仁王像のボス。攻撃は頭部にしか当たらず、棍棒と念動波で攻撃してくる。
妖魔大僧正
ステージ1-4凶王寺院内本堂の仏間で戦うボス。姿を消すことができるが、持っている杖までは消すことができない。なお、仏間にある巨大な仏像は顔が大変厳つい表情をしている。
火具土（かぐづち）
ステージ2-1火炎山に登場するボス。刀を振り回し、口から炎を吐くが動きは遅め。
鬼
ステージ2-2鍾乳洞の奥に登場するボス。棍棒を振り回し、口から3つ同時にカマイタチを吐き出してくる。
雪女
ステージ2-3氷結山にある巨大な氷鳥居の前で戦う女のボス。氷の針と雪の結晶と飛ばしてくる。火炎弾が弱点。
天狗
ステージ2-4天狗塔の屋根の上にいるボス。いわゆる天狗で、空を自由に飛び回りながら誘導する独楽を飛ばしてくる。
武蔵
ステージ3-1底なし沼の最後にいる笠をかぶったボス。刀の他に念動波を飛ばして攻撃してくる。
武士
ステージ3-2破軍城城壁の頂上に登場する鎧で身を固めた武者。武器は刀以外に剣先から光の弾を飛ばしてくる。
妖魔大将軍
ステージ3-2破軍城石垣の先にある城門で待ち構える鎧武者。ただし頭部以外はダメージを受けず、鎧についている顔から火の玉を吐き出す。
紅姥（べにうば）
ステージ3-3破軍城内部、天守閣に登場する十二神邪鬼最後の1人。能の女面を付けており、無敵状態になるバリアを張り念動波を発射してくる。

## 評価
- ゲーム誌『ファミコン通信』の「クロスレビュー」では、7・6・7・7の合計27点（満40点）となっており[4][3]、レビュアーの意見としては、「なかなかいいグラフィック出してる。ファミコンじゃないみたいだ」などと評されている[4]。

- ゲーム誌『ファミリーコンピュータMagazine』の読者投票による「ゲーム通信簿」での評価は18.89点（満30点）となっている[1]。

| 項目 | キャラクタ | 音楽 | 操作性 | 熱中度 | お買得度 | オリジナリティ | 総合  |
| 得点 | 3.44       | 3.29 | 3.10   | 3.14   | 2.95     | 2.97           | 18.89 |